# Шериф Османоглу
Шериф Османоглу (раніше відомий як Шериф Ель-Шериф, нар. 2 січня 1989, Сімферополь) — турецький (до 2013 — український) легкоатлет, спеціаліст із потрійного стрибка та стрибка у довжину. Чемпіон Європи з легкої атлетики серед молоді 2011 року, срібний призер чемпіонату Європи з легкої атлетики 2012 року.

## Життєпис
Народився 2 січня 1989 року в Сімферополі в родині українки і суданського студента-медика. Після 6-го класу навчався у спортивному інтернаті міста Бровари. Тренувався у Валерія Гредунова, Юрія Горбаченка. Тренувався у Дніпропетровську в Анатолія Орнанджі.
На чемпіонаті Європи серед молоді 2011 року у Остраві виборов перше місце у потрійному стрибку із результатом 17м 72 см. На чемпіонаті світу з легкої атлетики 2011 року зайняв 12-те місце у потрійному стрибку. На чемпіонаті Європи з легкої атлетики 2012 року став срібним призером.
У травні 2013 року змінив українське громадянство на турецьке, за його словами через те, що сповідує іслам і навіть змінив ім'я на Шериф Османоглу.